# D-segment

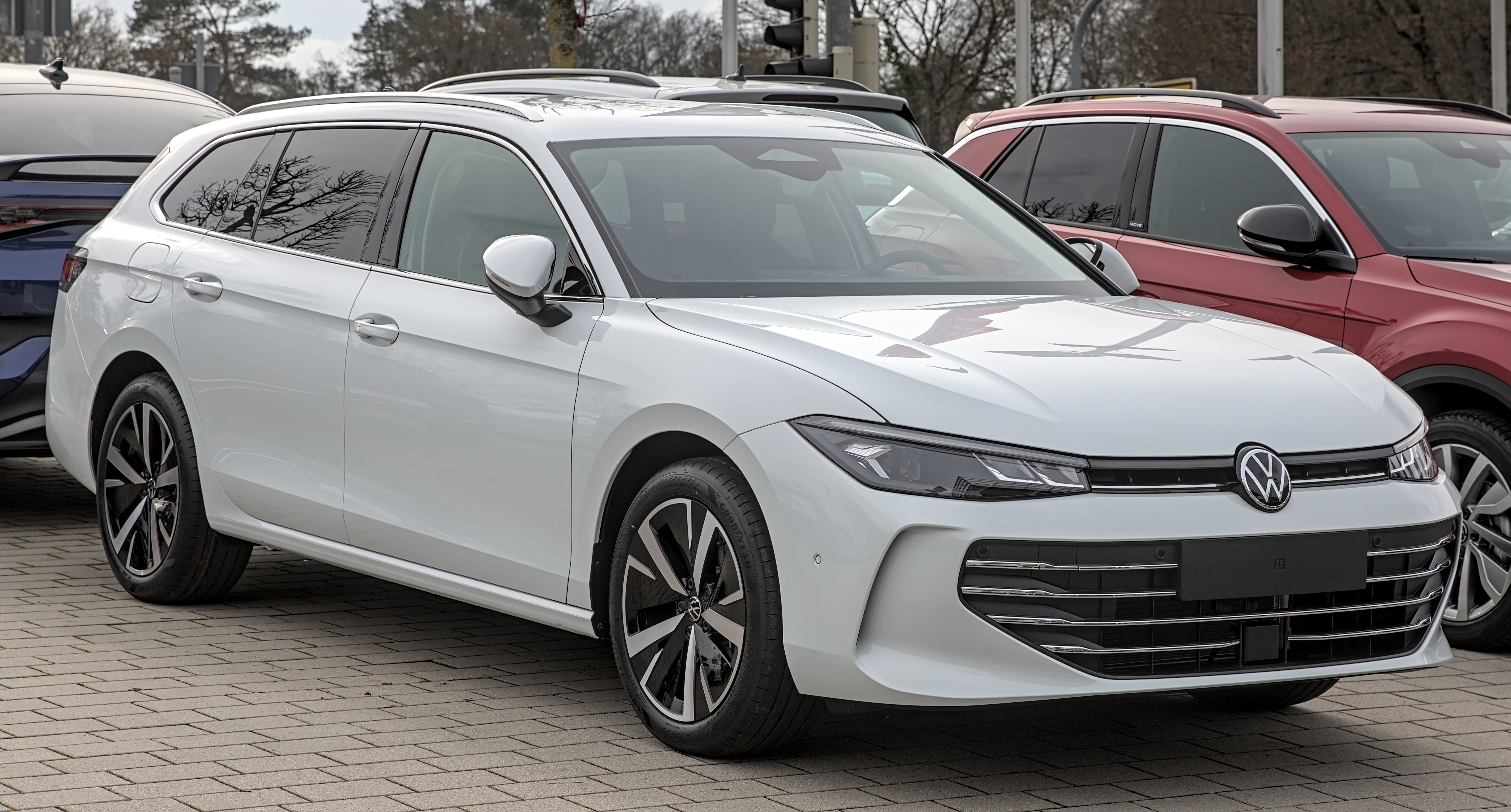
Volkswagen Passat är en av de populärare modellerna i D-segmentet.

D-segment (eller Storbilsklass) är en fordonsklassificering definierad av Europeiska kommissionen som det fjärde segmentet (efter C-segmentet och före E-segmentet) inom europeisk fordonsklassificering. Segmentet stod för 8 procent av försäljningssiffrorna av bilar i Europa år 2017.[källa behövs]
I USA och Australien motsvaras segmentet av benämningen mid-size car.